# 박강산 (소설가)
박강산(1996년 3월 14일 ~ )은 대한민국의 소설가, 출판 기획자이다.

## 수상
- 2023 아르코문학창작기금
- 2022 올해의 문인 [주최: 안성시]
- 2021 한국예술창작아카데미(차세대 예술가) [주최: 한국문화예술위원회]
- 2020 아르코청년예술가 [주최: 문화체육관광부]
- 2018 제8회 조영관문학창작기금 수상

## 강의
- 2022 한경대학교 문예창작강사
- 2023 서울특별시 남산도서관 평생교육강좌(소설창작 강의)
- 2022 박두진 문학관(소설창작 강의)
- 2023 한국근대문학관

## 작품
- 「스키핑」, 『문장웹진』, 2023. 10월호.
- 「임시병동」, 『문학의 오늘』, 2020. 가을호, 단편.
- 「아리타」, 『삶이 보이는 창』, 2019. 여름호, 단편.
- 「차뚤부즈」, 『삶이 보이는 창』, 2018. 봄호, 단편.
- 「AnA Vol.2: 우리는 서로를 보살피며」, 구혜경, 김건영, 김지연, 김홍, 박강산 저, 단편.